# 2004年のNBAドラフト
2004年のNBAドラフトは、2004年度のNBAドラフト。2004年6月24日、アメリカ合衆国のニューヨークに所在するマディソン・スクエア・ガーデンで開催された。

## ドラフト指名

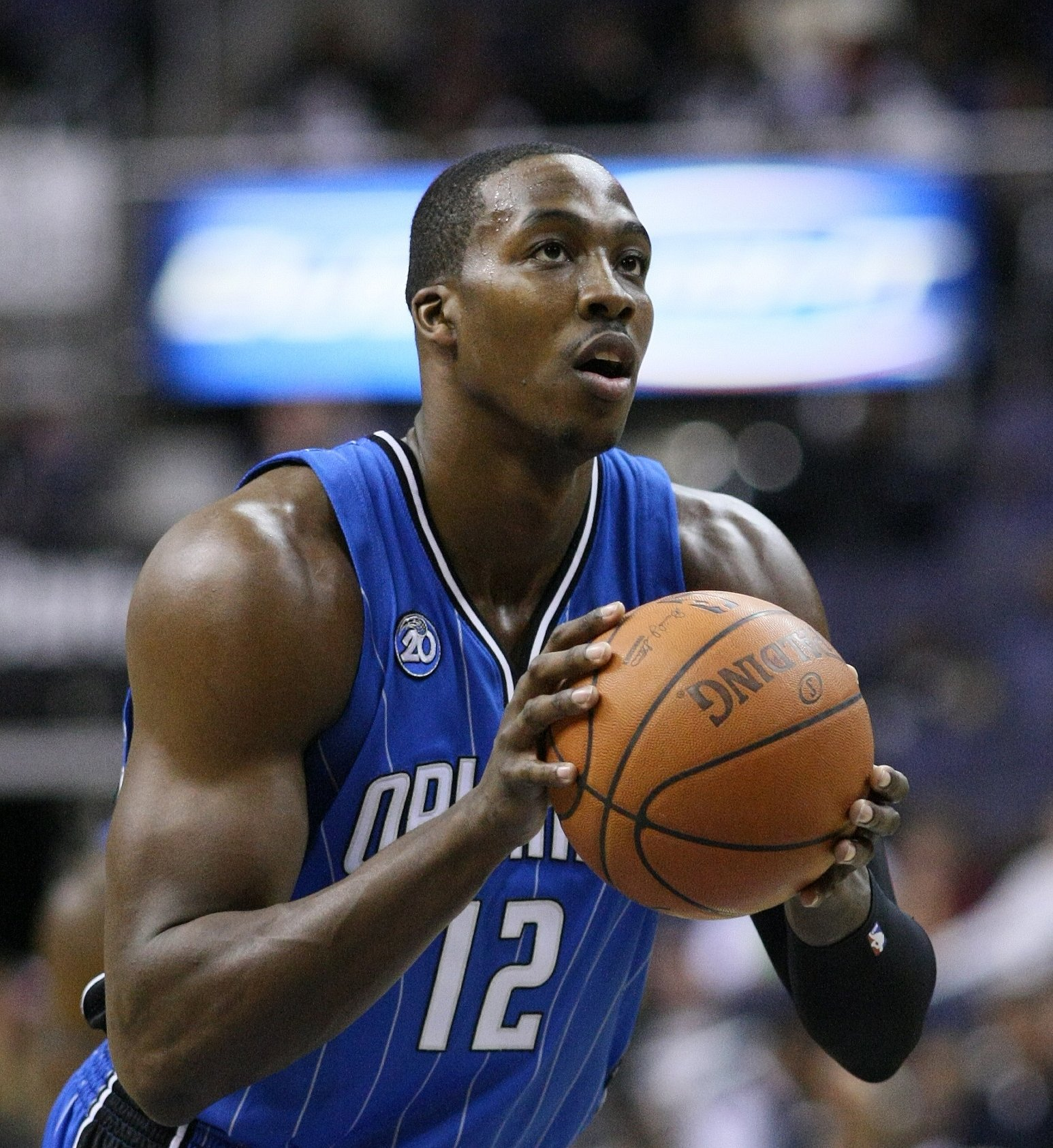
ドワイト・ハワードは全体1位でオーランド・マジックに指名された。

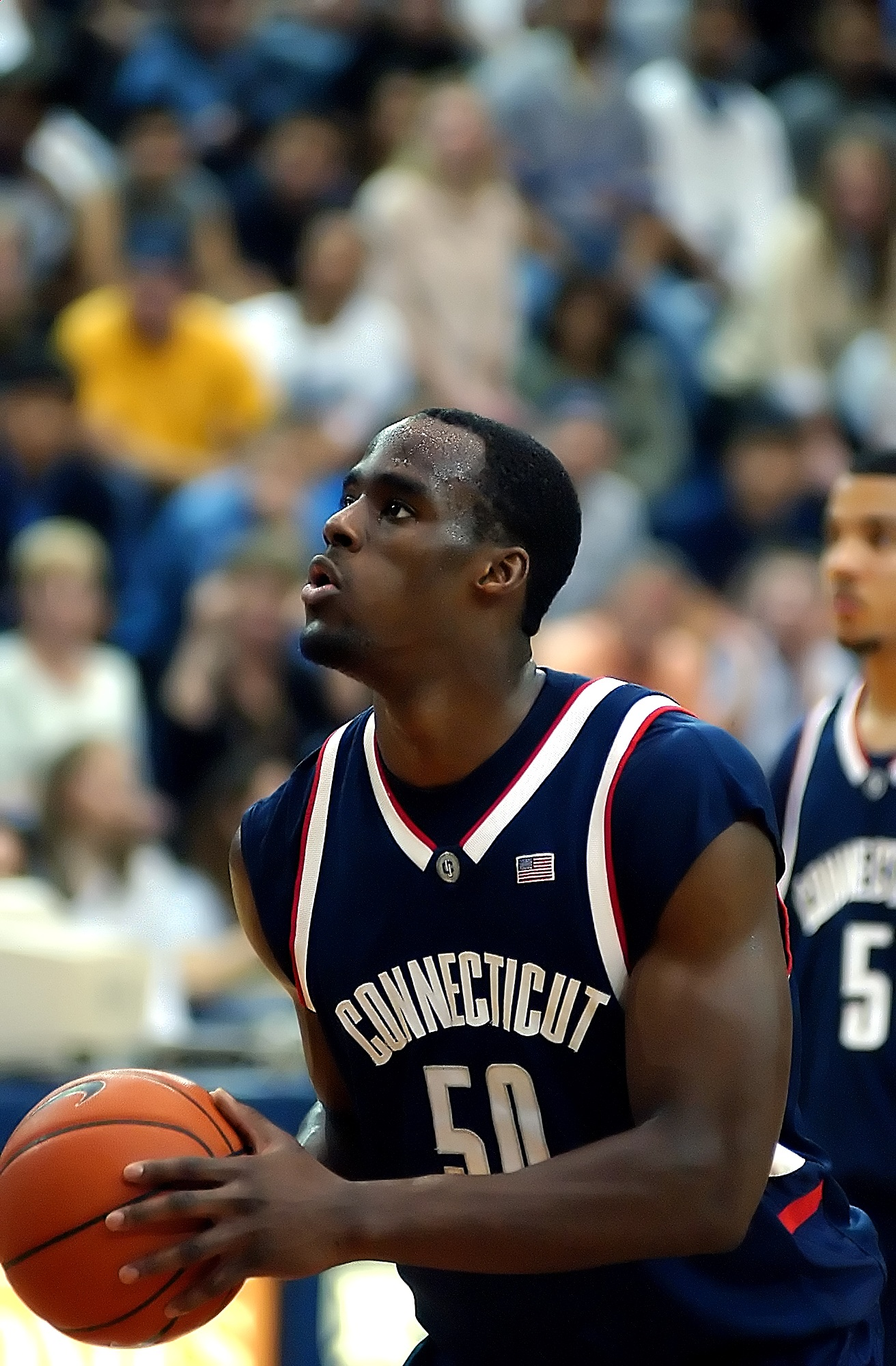
エメカ・オカフォーは全体2位でシャーロット・ボブキャッツに指名された。

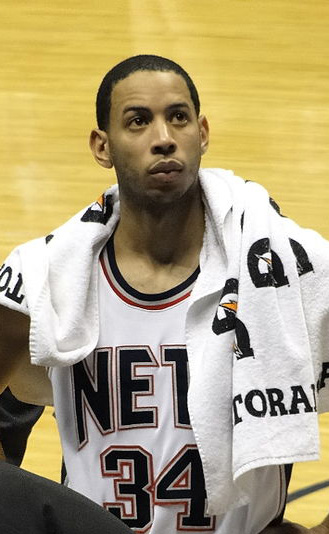
デビン・ハリスは全体5位でワシントン・ウィザーズに指名された（その後にダラスへトレード）。

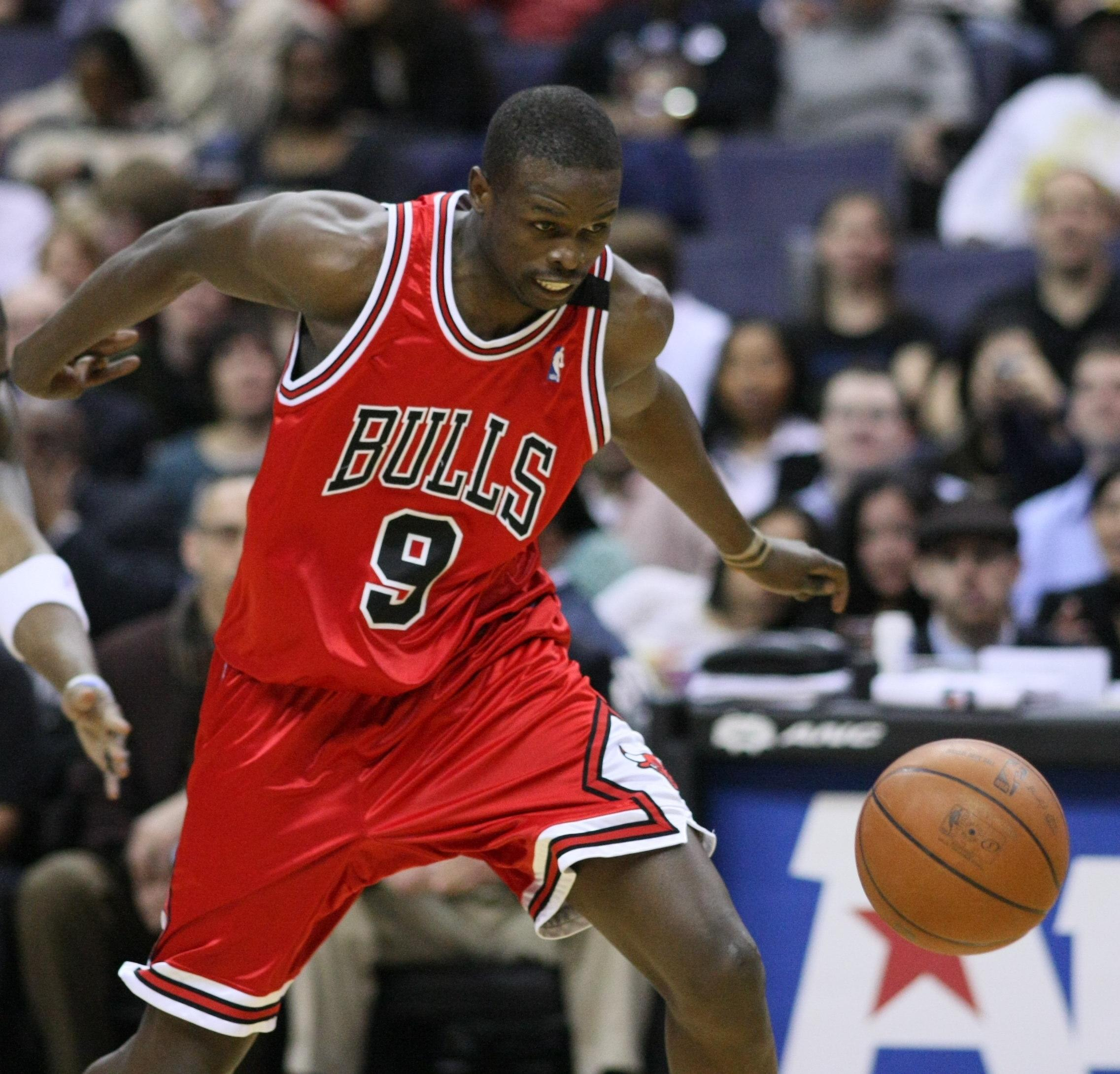
ルオル・デンは全体7位でフェニックス・サンズに指名された（その後にシカゴへトレード）。

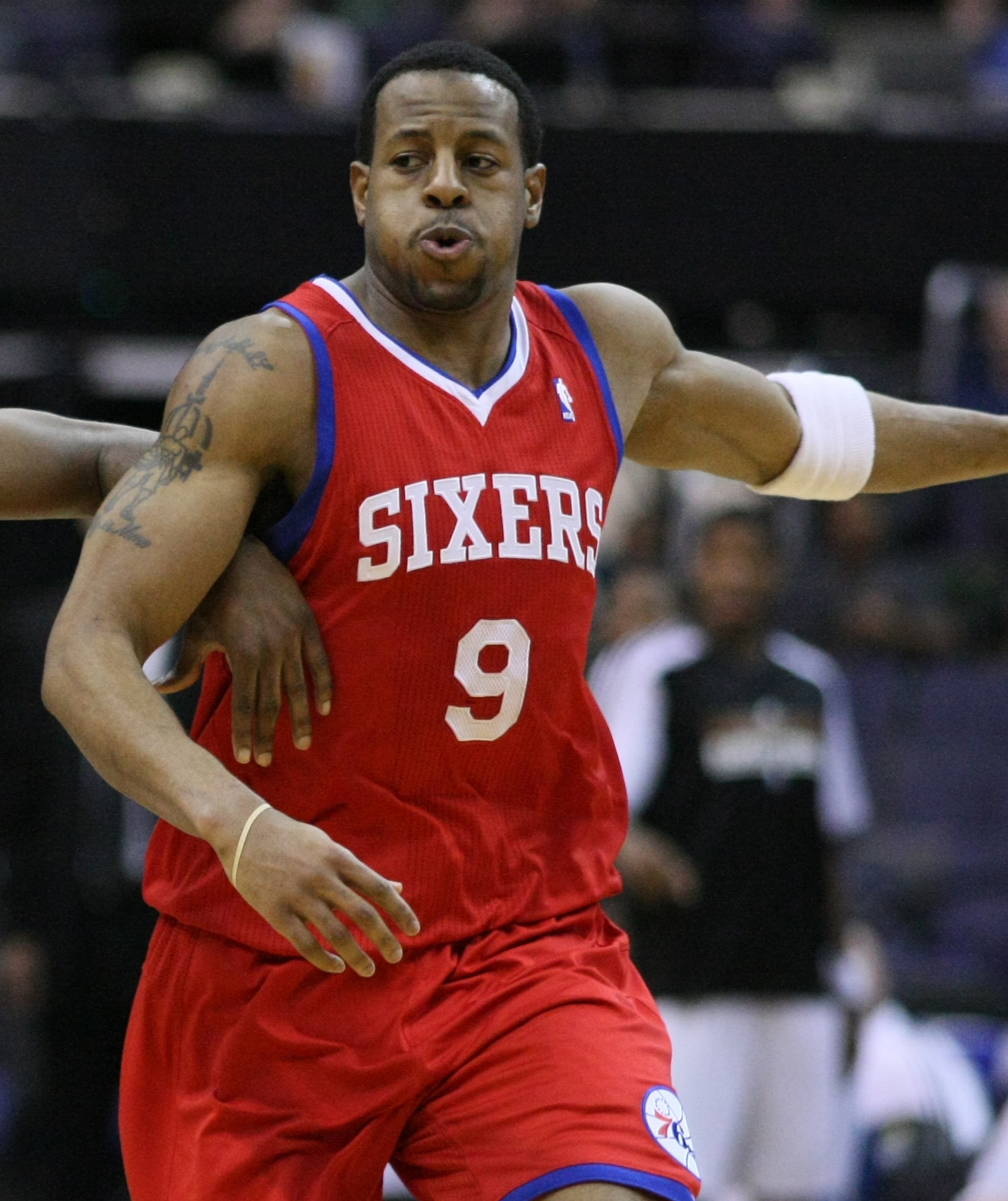
アンドレ・イグダーラは全体9位でフィラデルフィア・76ersに指名された。

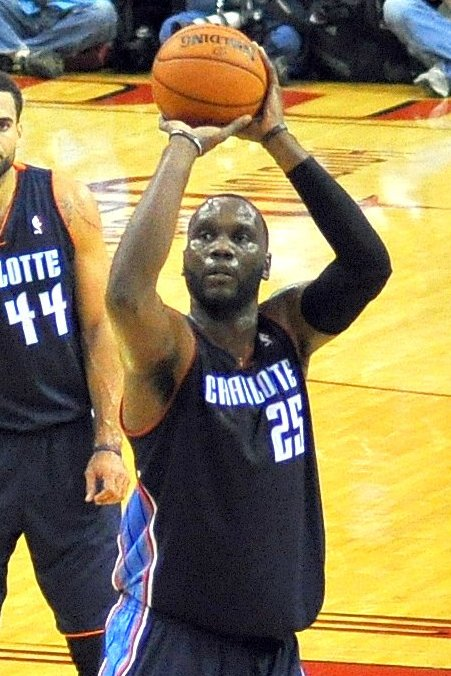
アル・ジェファーソンは全体15位でボストン・セルティックスに指名された。

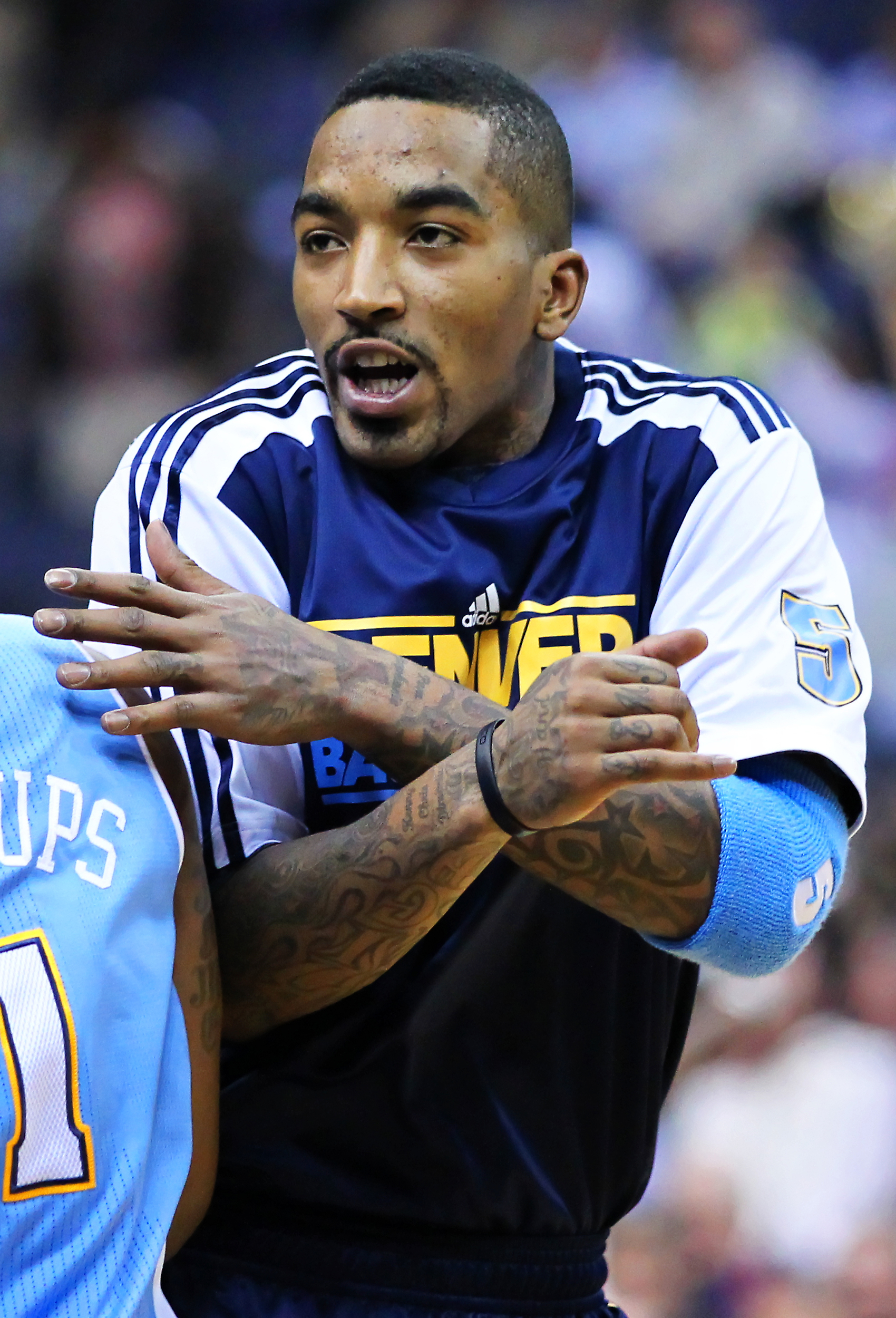
J・R・スミスは全体18位でニューオーリンズ・ホーネッツに指名された。

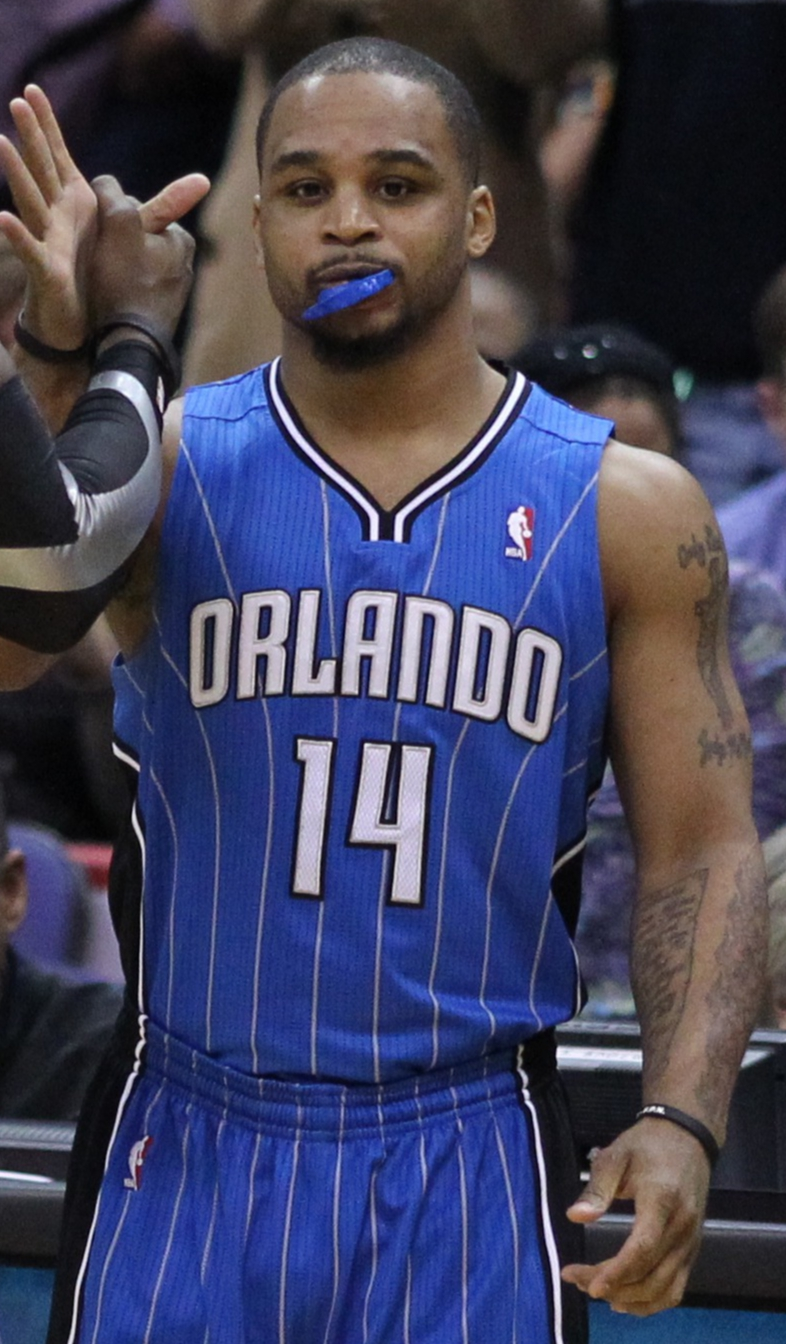
ジャミーア・ネルソンは全体20位でデンバー・ナゲッツに指名された（その後にオーランドへトレード）。

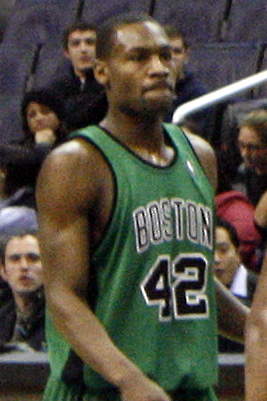
トニー・アレンは全体25位でボストン・セルティックスに指名された。

| PG | ポイントガード | SG | シューティングガード | SF | スモールフォワード | PF | パワーフォワード | C | センター |

| * | バスケットボール殿堂入り      |
| ^ | 現役プレーヤー                |
| S | NBAオールスター               |
| A | オールNBAチーム               |
| R | NBAオールルーキーチーム       |
| D | NBAオールディフェンシブチーム |
| C | NBAチャンピオン               |
| F | ファイナルMVP                 |
| # | NBAでのプレー経験なし         |
| M | シーズンMVP                   |

### 1巡目
| 指名順 | 選手名                           | 経歴      | 国籍                       | 指名チーム | 出身校など                                                                        |
| ------ | -------------------------------- | --------- | -------------------------- | --- | --------------------------------------------------------------------------------- |
| 1      | ドワイト・ハワード (F/C)         | S A R D C | アメリカ合衆国             | オーランド・マジック | サウスウェスト・アトランタ・クリスチャン・アカデミー高校 (ジョージア州アトランタ) |
| 2      | エメカ・オカフォー (F/C)         | R         | アメリカ合衆国             | シャーロット・ボブキャッツ (元はクリッパーズの指名権)                                                                                             | コネチカット大学                                                                  |
| 3      | ベン・ゴードン (G)               | R         | アメリカ合衆国 ( イギリス) | シカゴ・ブルズ | コネチカット大学                                                                  |
| 4      | ショーン・リビングストン (PG)    | C         | アメリカ合衆国             | ロサンゼルス・クリッパーズ (元はボブキャッツの指名権)                                                                                             | ピオリア・セントラル高校 (イリノイ州ピオリア)                                     |
| 5      | デビン・ハリス (G)               | S         | アメリカ合衆国             | ワシントン・ウィザーズ (ジェリー・スタックハウスとクリスチャン・レイトナーと共にアントワン・ジェイミソンと現金との交換でマーベリックスにトレード) | ウィスコンシン大学                                                                |
| 6      | ジョシュ・チルドレス (G/F)       | R         | アメリカ合衆国             | アトランタ・ホークス | スタンフォード大学                                                                |
| 7      | ルオル・デン (SF)                | S D       | イギリス                   | フェニックス・サンズ (ブルズにトレード) | デューク大学                                                                      |
| 8      | ラファエル・アラウージョ (C)     |           | ブラジル                   | トロント・ラプターズ | ブリガムヤング大学                                                                |
| 9      | アンドレ・イグダーラ (G/F)       | S R D C F | アメリカ合衆国             | フィラデルフィア・76ers | アリゾナ大学                                                                      |
| 10     | ルーク・ジャクソン (SF)          |           | アメリカ合衆国             | クリーブランド・キャバリアーズ | オレゴン大学                                                                      |
| 11     | アンドリス・ビエドリンシュ (F/C) |           | ラトビア                   | ゴールデンステート・ウォリアーズ | BKスコント (ラトビア)                                                             |
| 12     | ロバート・スウィフト (C)         |           | アメリカ合衆国             | シアトル・スーパーソニックス | ベーカーズフィールド高校 (カリフォルニア州ベーカーズフィールド)                   |
| 13     | セバスチャン・テルフェア (PG)    |           | アメリカ合衆国             | ポートランド・トレイルブレイザーズ | リンカーン高校 (ニューヨーク市ブルックリン区)                                     |
| 14     | クリス・ハンフリーズ (F)         |           | アメリカ合衆国             | ユタ・ジャズ | ミネソタ大学                                                                      |
| 15     | アル・ジェファーソン (PF)        | A R       | アメリカ合衆国             | ボストン・セルティックス | プレンティス高校 (ミシシッピ州プレンティス)                                       |
| 16     | カーク・スナイダー (SG)          |           | アメリカ合衆国             | ユタ・ジャズ (元はニックスの指名権) | ネバダ大学リノ校                                                                  |
| 17     | ジョシュ・スミス (SF)            | R D       | アメリカ合衆国             | アトランタ・ホークス (元はバックスの指名権) | バージニア州 Mouth of Wilson)                                                     |
| 18     | J・R・スミス (SG)                | C         | アメリカ合衆国             | ニューオーリンズ・ホーネッツ | セントベネディクト高校 (ニュージャージー州ニューアーク)                           |
| 19     | ドレル・ライト (SF)              | C         | アメリカ合衆国             | マイアミ・ヒート | サウスケント高校 (コネチカット州)                                                 |
| 20     | ジャミーア・ネルソン (PG)        | S R       | アメリカ合衆国             | デンバー・ナゲッツ (マジックにトレード) | セント・ジョセフ大学                                                              |
| 21     | パベル・ポドコルジン (C)         |           | ロシア                     | ユタ・ジャズ (元はロケッツの指名権) (マーベリックスにトレード)                                                                                    | Metis Varese (イタリア)                                                           |
| 22     | ヴィクトル・ハラッパ (SF)        |           | ロシア                     | ニュージャージー・ネッツ (エディー・ギルと現金と共にブレイザーズにトレード)                                                                       | CSKAモスクワ (ロシアリーグ)                                                       |
| 23     | セルゲイ・モニア (SG)            |           | ロシア                     | ポートランド・トレイルブレイザーズ (元はグリズリーズの指名権)                                                                                     | CSKAモスクワ (ロシアリーグ)                                                       |
| 24     | デロンテ・ウェスト (PG)          |           | アメリカ合衆国             | ボストン・セルティックス (元はマーベリックスの指名権)                                                                                             | セントジョセフ大学                                                                |
| 25     | トニー・アレン (SG)              | D C       | アメリカ合衆国             | ボストン・セルティックス (元はピストンズの指名権)                                                                                                 | オクラホマ州立大学                                                                |
| 26     | ケビン・マーティン (SG)          |           | アメリカ合衆国             | サクラメント・キングス | 西カロライナ大学                                                                  |
| 27     | サーシャ・ブヤチッチ (PG)        | C         | スロベニア                 | ロサンゼルス・レイカーズ | Snaidero Udine (イタリア)                                                         |
| 28     | ベイノ・ウードリック (PG)        | C         | スロベニア                 | サンアントニオ・スパーズ | オリンピア・ミラノ (イタリア)                                                     |
| 29     | デビッド・ハリソン (C)           |           | アメリカ合衆国             | インディアナ・ペイサーズ | コロラド大学                                                                      |

- 注: ミネソタ・ティンバーウルブズは、ジョー・スミスと契約に関して労使協定を違反したため2001、2002、2004のドラフト1巡目指名権を失った。

### 2巡目
| 指名順 | 選手名                              | 経歴 | 国籍           | 指名チーム                                                                       | 出身校など                      |
| ------ | ----------------------------------- | ---- | -------------- | -------------------------------------------------------------------------------- | ------------------------------- |
| 30     | アンダーソン・ヴァレジャオ (PF)     | D    | ブラジル       | オーランド・マジック (キャバリアーズにトレード)                                  | FCバルセロナ (スペインリーグ)   |
| 31     | ジャクソン・ブローマン (C)          |      | アメリカ合衆国 | シカゴ・ブルズ (サンズにトレード)                                                | アイオワ州立大学                |
| 32     | ピーター・ジョン・ラモス (C)        |      | プエルトリコ   | ワシントン・ウィザーズ                                                           | Caguas (プエルトリコ)           |
| 33     | ライオネル・チャルマース (PG)       |      | アメリカ合衆国 | ロサンゼルス・クリッパーズ (元はボブキャッツの指名権)                            | ザビエル大学                    |
| 34     | ドンタ・スミス (SF)                 |      | アメリカ合衆国 | アトランタ・ホークス                                                             | Southeastern Illinois JC        |
| 35     | アンドレ・エメット (F/G)            |      | アメリカ合衆国 | シアトル・スーパーソニックス (元はクリッパーズの指名権) (グリズリーズにトレード) | テキサス工科大学                |
| 36     | アントニオ・バークス (PG)           |      | アメリカ合衆国 | オーランド・マジック (サンズから) (グリズリーズにトレード)                       | メンフィス大学                  |
| 37     | ロイヤル・アイビー (PG)             |      | アメリカ合衆国 | アトランタ・ホークス (元は76ersの指名権)                                         | テキサス大学                    |
| 38     | クリス・デューホン (PG)             |      | アメリカ合衆国 | シカゴ・ブルズ (元はラプターズの指名権)                                          | デューク大学                    |
| 39     | アルベルト・ミラジェス (PF)         | #    | スペイン       | トロント・ラプターズ (元はキャバリアーズの指名権)                                | ロゼット・バスケット (イタリア) |
| 40     | ジャスティン・リード (SF)           |      | アメリカ合衆国 | ボストン・セルティックス                                                         | ミシシッピ大学                  |
| 41     | デビッド・ヤング (G)                |      | アメリカ合衆国 | シアトル・スーパーソニックス                                                     | ノースカロライナセントラル大学  |
| 42     | ヴィクトル・サニキゼ (SF)           | #    | ジョージア     | アトランタ・ホークス (ウォリアーズからマジックを経由して)                        | ディジョン (フランスリーグ)     |
| 43     | トレバー・アリーザ (SF)             | C    | アメリカ合衆国 | ニューヨーク・ニックス                                                           | UCLA                            |
| 44     | ティム・ピケット (SG)               | #    | アメリカ合衆国 | ニューオーリンズ・ホーネッツ                                                     | フロリダ州立大学                |
| 45     | バーナード・ロビンソン (SF)         |      | アメリカ合衆国 | シャーロット・ボブキャッツ (元はバックスの指名権)                                | ミシガン大学                    |
| 46     | 河昇鎭 (C)                          |      | 大韓民国       | ポートランド・トレイルブレイザーズ                                               | 延世大学校 (大韓民国)           |
| 47     | ポップ・ソウ (PF)                   |      | セネガル       | マイアミ・ヒート                                                                 | カリフォルニア州立大学          |
| 48     | リッキー・ミナード (SG)             |      | アメリカ合衆国 | サクラメント・キングス (元はジャズの指名権)                                      | モアヘッド州立大学              |
| 49     | セルゲイ・リーシュック (PF)         | #    | ウクライナ     | メンフィス・グリズリーズ (ナゲッツからマジックを経由して)                        | Khimik Yuzhniy (ウクライナ)     |
| 50     | ヴァシレイオス・スパヌリス (PG)     |      | ギリシャ       | ダラス・マーベリックス （ロケッツからナゲッツを経由して)                         | Maroussi (ギリシャ)             |
| 51     | クリスティアン・ドライヤー (SF)     | #    | デンマーク     | ニュージャージー・ネッツ                                                         | FCバルセロナ (スペイン)         |
| 52     | ロメイン・サト (SG)                 | #    | 中央アフリカ   | サンアントニオ・スパーズ (元はメンフィス・グリズリーズの指名権)                  | ザビエル大学                    |
| 53     | マット・フリージー (SF)             |      | アメリカ合衆国 | マイアミ・ヒート (元はマーベリックスの指名権)                                    | ヴァンダービルト大学            |
| 54     | リッキー・ポールディング (SG)       | #    | アメリカ合衆国 | デトロイト・ピストンズ                                                           | ミズーリ大学                    |
| 55     | ルイス・アルベルト・フローレス (PG) | #    | ドミニカ共和国 | ヒューストン・ロケッツ (キングスからジャズを経由して)                            | マンハッタン大学                |
| 56     | マーカス・ドウシット (PF)           | #    | アメリカ合衆国 | ロサンゼルス・レイカーズ                                                         | プロビデンス大学                |
| 57     | セルゲイ・カラウロフ (C)            | #    | ウズベキスタン | サンアントニオ・スパーズ                                                         | Sakha-Yakutia Yakutsk (ロシア)  |
| 58     | ブレイク・ステップ (PG)             | #    | アメリカ合衆国 | ミネソタ・ティンバーウルブズ                                                     | ゴンザガ大学                    |
| 59     | ラシャード・ライト (G)              | #    | アメリカ合衆国 | インディアナ・ペイサーズ                                                         | ジョージア大学                  |

## ドラフト外入団の主な選手
- ペロ・アンティッチ (C), マセドニア
- ジャッキー・バトラー (C), コースタル・クリスチャン大学
- ハメッド・ハッダディ (C), イラン
- ダミエン・ウィルキンス (SF), ジョージア大学